# Зустрінемося біля фонтану
«Зустрінемося біля фонтану» (рос. «Встретимся у фонтана») — радянський комедійний художній фільм режисера  Олега Ніколаєвського 1976 року.

## Сюжет
Майстер на всі руки Сергій Долганов (Володимир Смирнов) кочує по країні в пошуках щастя. У всіх містах, де він буває, він створює фонтани. Створює не заради заробітку, а для душі — так він доставляє радість і собі і оточуючим людям.
Одного разу, потрапивши в степовий радгосп, він познайомився з Любою (Валентина Теличкина). Люба дуже сподобалася Сергію, але вона зайнята…

## У ролях
- Володимир Смирнов —  Сергій Долганов
- Валентина Теличкина —  Люба, перукар-модельєр
- Юрій Сорокін —  Олег Потапов
- Петро Любешкін —  Віталій Сергійович, директор радгоспу
- Олександр Мовчан —  Остап Мартинович, бригадир
- Олена Козлітіна —  Таня, наречена Олега
- Тетяна Красуський —  Валя
- Адольф Ільїн —  Метельников, шабашник
- Раїс Галямов —  Мехетко, шабашник
- Тетяна Клюєва —  Рая, шеф-кухар
- Олег Ніколаєвський —  директор вагона-ресторану

## Знімальна група
- Сценарист:  Анатолій Ейрамджан
- Режисер:  Олег Ніколаєвський
- Оператор:  Ігор Лукшин
- Художник: Владислав Расторгуєв
- Композитор: Євген Стіхін